# Humedales del centro de México
Los humedales del centro de México son una ecorregión de pastizales y sabanas inundadas en el centro de México.

## Geografía
Los humedales del centro de México incluyen varias áreas de humedales donde la meseta central del sur de México se encuentra con el eje neovolcánico, una cadena este-oeste de montañas volcánicas y plegadas en el centro de México. Consiste en varias áreas de humedales distintas:
- Lago de Texcoco en el Valle de México. El lago Texcoco es el último remanente de lo que solía ser un sistema mucho más grande de lagos y humedales en el Valle de México, una cuenca endorreica. La superficie del lago se encuentra a 2200 metros de altura.
- Las Ciénegas del Lerma, humedales del alto río Lerma en el Valle de Toluca. Los humedales cubren más de 3000 hectáreas alrededor de tres lagos poco profundos, reducidos de 27,000 hectáreas a fines del siglo XIX.
- Lago de Pátzcuaro en Michoacán. Se encuentra en una cuenca endorreica. La superficie del lago se encuentra a 2037 metros de altura.
- Lago de Cuitzeo en Michoacán y Guanajuato, se encuentra en una cuenca endorreica. La superficie del lago se encuentra a 1830 metros de altura.

Los lagos de Pátzcuaro y Cuitzeo han estado conectados en el pasado al sistema del río Lerma.

## Clima
El clima es templado, con lluvias que ocurren principalmente en el verano. Las porciones más bajas de la ecorregión son subhúmedas y se vuelven húmedas en las elevaciones más altas del sur.

## Flora
La vegetación natural es tupida de juncos y espadañas de más de dos metros de altura. Las plantas dominantes de los humedales incluyen especies de Typha, Scirpus, Heleocharis y Cyperus. Las plantas acuáticas en los lagos y canales incluyen Potamogeton illinoensis, Scirpus pectinatus, tule (Typha latifolia), totora (Typha domingensis ) y nenúfar amarillo (Nymphaea mexicana). El sauce Salix bonplandiana, conocido como ahuejote, es un árbol característico de los humedales.
La vegetación terrestre circundante consiste principalmente en matorrales xerófilos - los bosques secos del Bajío alrededor del lago Cuitzeo y el matorral central mexicano en el Valle de Toluca y el Valle y México - y bosques de pinos y robles entrelazados con matorrales xerófilos alrededor del lago Pátzcuaro.

## Fauna
La ecorregión es un hábitat importante para las aves. Aproximadamente 200 especies se encuentran en los humedales, incluidas aves terrestres residentes y migratorias y aves acuáticas. La mascarita transvolcánica (Geothlypis speciosa) es endémica. Es probable que otras dos especies endémicas estén extintas; la polluela amarillenta (Coturnicops noveboracensis) no se ha visto desde 1964, y el zanate extinto (Quiscalus palustris) no se ha visto desde principios del siglo XX. La ecorregión corresponde al área de aves endémicas de las marismas del centro de México.
El ajolote (Ambystoma mexicanum) es endémico de las zonas húmedas del Valle de México, y el ajolote de Pátzcuaro (Ambystoma dumerilii) es endémico de Lago de Pátzcuaro.
Los humedales sustentan la vida acuática. Algunos peces de importancia comercial dependen de los humedales en una o más etapas de su vida. Las especies de peces nativos de los humedales incluyen el aleta de sierra encapuchada (Skiffia lermae), Alloophorus robustus, Goodea atripinnis, Neophorus diazi y Chirostoma estor. 

## Conservación y amenazas
La extensión de los humedales se ha reducido considerablemente y los humedales restantes enfrentan numerosas amenazas. La Ciudad de México se expandió sobre la mayoría de las antiguas áreas de humedales del Valle de México. La desviación de agua desde la parte superior del río Lerma para servir a la Ciudad de México y Toluca ha reducido los flujos de agua dulce hacia las Ciénegas de Lerma. Actualmente, la evaporación excede las entradas en los lagos de la cuenca cerrada, lo que hace que retrocedan. La contaminación del agua y la sedimentación también amenazan las marismas. 

### Áreas protegidas
Las Ciénegas del Lerma fueron designadas área de protección de flora y fauna en 2002, y sitio Ramsar (humedal de importancia internacional) en 2004. 707 hectáreas de humedal en el extremo sureste del lago de Pátzcuaro, conocido como Humedales del Lago de Pátzcuaro, fue designado sitio Ramsar en 2005.
Algunos canales y chinampas (jardines flotantes), remanentes del antiguo lago Xochimilco, se conservan en el Parque Ecológico y Mercado de Plantas de Xochimilco en el barrio Xochimilco de la Ciudad de México. Los humedales de Xochimilco son Patrimonio de la Humanidad y en 2004 se designaron 2.657 hectáreas como sitio Ramsar.